# Kinder Morgan
Kinder Morgan est une entreprise spécialisée dans les infrastructures de transports et de stockages dédiés aux hydrocarbures, c'est-à-dire dans la gestion des terminaux pétroliers et des pipelines.

## Histoire
Elle est fondée en 1997, par une acquisition d'une filiale de faible taille d'Enron. En octobre 2011, Kinder Morgan acquiert, via un effet de levier, El Paso Corporation pour 21,1 milliards de dollars, entreprise qui possède 107 000 km de pipelines aux États-Unis. Kinder Morgan devient par cette acquisition la plus importante entreprise dans la gestion de pipelines aux États-Unis. 
En août 2014, Kinder Morgan regroupe, pour 71 milliards de dollars, l'ensemble de ses entités : Kinder Morgan, Kinder Morgan Energy Partners, El Paso Pipeline Partners et Kinder Morgan Management, dans une structure unique, dont la capitalisation est estimée à 140 milliards de dollars.
En janvier 2015, Kinder Morgan acquiert Hiland Partners, présent dans la formation de Bakken, composé de schistes bitumineux dans le Dakota du Nord, pour 3 milliards de dollars.
En octobre 2015, Kinder Morgan acquiert 15 sites de stockages d'hydrocarbures de BP aux États-Unis pour 350 millions de dollars. BP gardant une participation de 25 % dans ces 14 de ces sites.
En juillet 2021, Kinder Morgan annonce l'acquisition de Kinetrex Energy, entreprise spécialisée dans le GNL, pour 310 millions de dollars.

## Principaux actionnaires
Au 30 mai 2020.
| Richard Kinder            | 11,3% |
| The Vanguard Group        | 6,92% |
| SSgA Funds Management     | 4,64% |
| BlackRock Fund Advisors   | 2,06% |
| The Carlyle Group         | 1,71% |
| Fayez Sarofim             | 1,71% |
| ClearBridge Investments   | 1,58% |
| Managed Account Advisors  | 1,53% |
| Franklin Mutual Advisers  | 1,47% |
| Tortoise Capital Advisors | 1,27% |